# Belthara Road
Belthara Road is een nagar panchayat (plaats) in het district Ballia van de Indiase staat Uttar Pradesh. 

## Demografie
Volgens de Indiase volkstelling van 2001 wonen er 17.185 mensen in Belthara Road, waarvan 52% mannelijk en 48% vrouwelijk is. De plaats heeft een alfabetiseringsgraad van 71%. 